# تيم داهل
تيم داهل (بالإنجليزية: Tim Dahl)‏ هو ملحن أمريكي، ولد في 1985.

## وصلات خارجية
- تيم داهل على موقع ميوزك برينز (الإنجليزية)
- تيم داهل على موقع أول ميوزيك (الإنجليزية)
- تيم داهل على موقع ديسكوغز (الإنجليزية)